# Лили Марлен

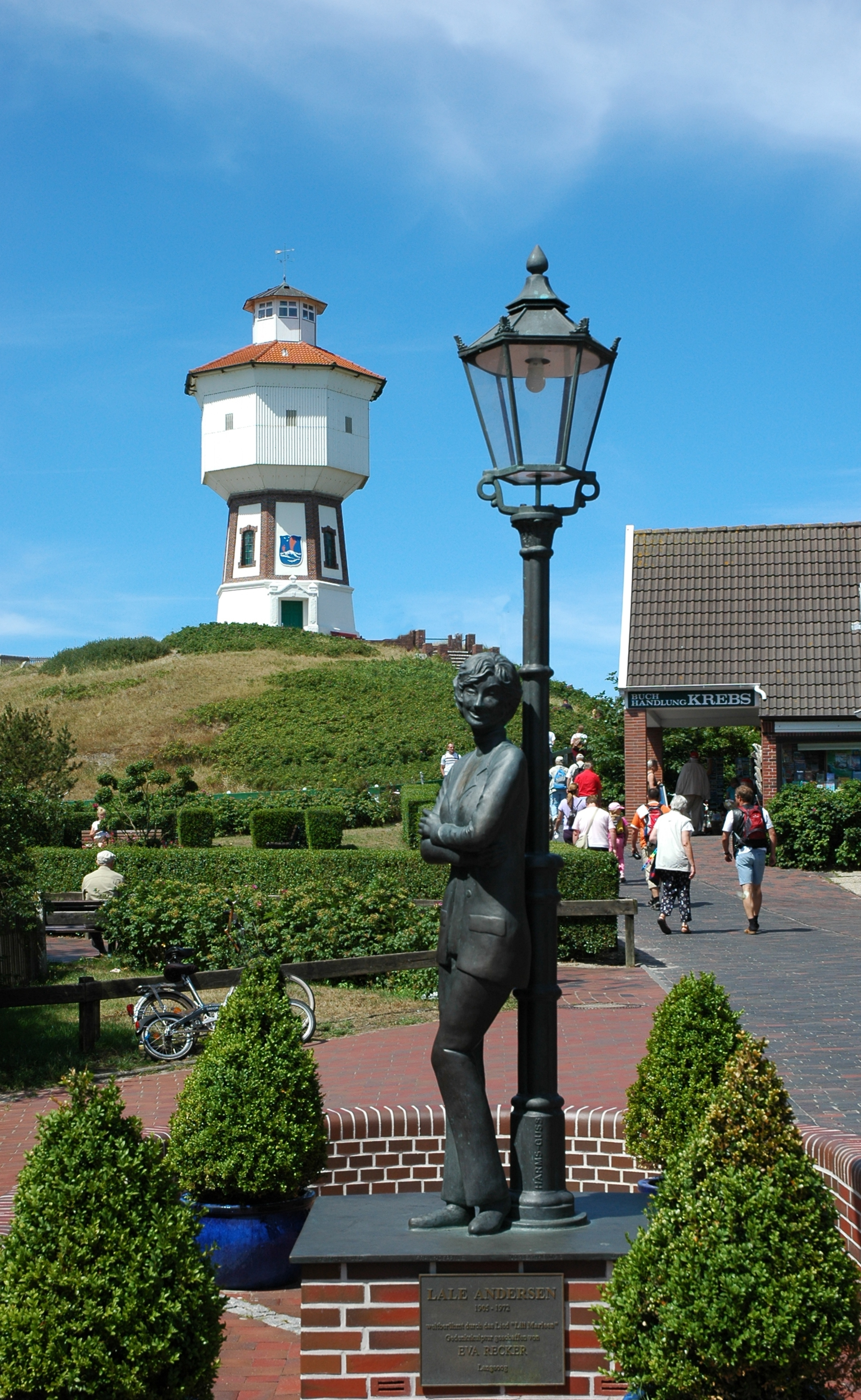
Памятник Лале Андерсен на острове Лангеог

«Лили́ Марле́н» (нем. Lili Marleen) — песня Норберта Шульце на слова Ганса Ляйпа. Написана в 1938 году. Во время Второй мировой войны пользовалась популярностью как у солдат вермахта, так и у солдат антигитлеровской коалиции.

## История песни
Слова песни появились в годы Первой мировой войны. Автором текста был Ганс Ляйп (1893—1983) — сын портового рабочего из Гамбурга, впоследствии известный поэт и художник.
Он едва успел закончить учёбу, как его призвали в армию. Таким образом, учитель религии и спорта Ханс Ляйп стал стрелком кайзеровской гвардии. В ночь с 3 на 4 апреля 1915 года Ляйп нёс ночное дежурство в Берлине. На следующий день его полк должен был отправиться на Карпатский фронт. Ляйп уже попрощался с двумя понравившимися ему девушками. Одну звали Лили, другую Марлен. Он сидел в караулке и писал стихотворение о прощании, ожидании и о новой встрече. Когда он закончил три строфы, Лили и Марлен слились в единый персонаж.
В 1937 году Ляйп добавил ещё две строфы и под названием «Песня молодого часового» опубликовал стихотворение в поэтическом сборнике «Die kleine Hafenorgel». На сборник обратил внимание пианист Рудольф Цинк и написал на стихотворение Ляйпа меланхоличную песню для начинающей певицы Лале Андерсен, с которой он познакомился в мюнхенском кабаре «Симплициссимус».
В ноябре 1938 года на поэтический сборник Ляйпа наткнулся композитор Норберт Шульце и тоже решил написать к «Лили Марлен» музыку. Мелодия уже была у него в голове. Он сочинил её в 1936 году для рекламного фильма зубной пасты и подумал, что она подходит для женщины под фонарём. В качестве исполнительницы этого варианта песни, которая получила название «Песня молодого часового», была приглашена Лале Андерсен.
Первая пластинка, которая была выпущена фирмой «Электрола», вероятно, в июле 1939 года, подчеркивала военный аспект названием и легким маршевым ритмом. У Лале Андерсен не было вокального образования; её голос ничем не выделялся. Что бросается в глаза, так это её чёткое произношение и манера исполнения без вибрато и прочих опереточных отголосков. Её непритязательное пение не создавало дистанции. Своеобразная смена гендерных ролей также была предпосылкой успеха. Ляйп говорил, что поначалу его раздражало то, что его «мужское высказывание» выражала женщина; но исполненная мужским голосом песня вряд ли могла бы так воспламенить воображение солдат. Поначалу пластинка не пользовалась успехом. К концу 1939 года было продано всего 700 экземпляров. Издатель Ханс Сикорский, который обычно публиковал сочинения Шульце, не проявил к «Лили Марлен» никакого интереса. В 1940 году авторские права на песню приобрело берлинское издательство «Аполло» Пауля Линке.
Песня «Лили Марлен» получила широкую известность только после того, как её передала в эфир немецкая солдатская радиостанция в Белграде. 6 апреля 1941 года войска вермахта вторглись в Югославию. После капитуляции Югославии 17 апреля 1941 года молодой лейтенант Карл-Хайнц Райнтген (1915—1990) и ещё пятеро солдат получили задание занять радиостанцию в Белграде в качестве отряда технического радио-обслуживания вермахта. Хотя здание и передатчики были повреждены в результате боевых действий, 21 апреля 1941 года отряд начал радиовещание на средневолновой частоте 473,3 метра первоначально только по два часа в день. Солдатское радио Белграда быстро развивалось. Несмотря на первоначальную импровизацию, оно предлагало слушателям современную развлекательную программу, которая пользовалась большой популярностью. Его легендарная репутация неразрывно связана с историей успеха «Лили Марлен». В юбилейной брошюре, выпущенной в 1942 году, первые шаги радиостанции описываются следующим образом:

Белградская радиостанция получила некоторые пластинки из Вены. Среди пластинок, добытых в то время, была одна под названием «Песня молодого часового». […] В наших передачах мы играли эту пластинку, как и любую другую. Так как пластинок у нас было мало, а песня нам нравилась, мы ставили её чаще других. […] Да, пластинка о Лили Марлен транслировалась так часто, что её трансляцию на какое-то время вообще запретили. Но тут вмешались наши слушатели. День за днём приходили всё новые письма от наших товарищей с требованием этой пластинки. И поэтому мы сочли необходимым снова включить её в программу. Таким образом мы тоже обратили внимание на её уникальность.
«Песня молодого часового» Лале Андерсен впервые прозвучала на Белградском солдатском радио, вероятно, 27 или 28 апреля 1941 года. Позже Райнтген вспоминал, что эта песня транслировалась особенно часто ещё и из-за отбоя. Под давлением протеста и благодаря чёткому пониманию потребностей слушателей 18 августа 1941 года руководство радиостанции выпустило в эфир специальную ежедневную передачу с приветствиями, которая незадолго до 22 часов заканчивалась песней «Лили Марлен». Она получила название «Белградский молодой часовой», ставшее синонимом всей радиостанции. Райнтген сам зачитывал письма солдат и их родственников.
Благодаря радио малоизвестная песня вскоре стала мифом. В Первую мировую войну такое быстрое распространение было бы невозможно. В силу благоприятной системы трансляции белградский передатчик имел радиус действия от Англии до Пиренеев, от Туниса до Турции и Ирана, от Кавказа до азиатской части Советского Союза. Коротковолновый передатчик, известный как «Лили Марлен», был подключён на частоте 31,65 метра.
В своём дневнике 4 октября 1941 года министр пропаганды Йозеф Геббельс написал о популярности песни с некоторым удивлением и снисхождением:

Я могу продемонстрировать ему [Гитлеру] серию новых солдатских песен отчасти народно-популярного характера, в том числе песню «молодого часового», которая в настоящее время чрезвычайно популярна на фронте. Фронт хочет — это, с одной стороны, странно, но и понятно, с другой — в основном сентиментальные песни, выражающие тоску по дому. Можно понять, что немецкий солдат, скажем, из маленькой франконской или рейнской деревушки, тем сильнее испытывает тоску по дому в бескрайнем степном ландшафте Востока.
В конце 1941 года военный корреспондент Роберт Оберхаузер описал феномен «Лили Марлен» в журнале Reichsrundfunk как «песню немецких солдат в Советском Союзе»:

На фронте почти в три тысячи километров вся рота вдруг загудела, засвистела и запела одну и ту же песню. […] Вечером мы все сидели вокруг приёмника. […] Мы были поражены с первых нот. Стало тихо-тихо. Наши сердца бились от волнения. […] Голос женщины, которая пела нам эту песню, сделал нас мягкими, как масло. Неужели это были грубые воины, которых ничто не могло поколебать на этой ужасной земле? […] Но все знают: это песня, которую мы так долго ждали. Это песня Восточного фронта. […] Песня пришла в нужный момент. Это делает всё проще. Это создает противовес всему ужасу вокруг нас. Ни одна песня не могла бы приблизить нас к дому так, как Лили Марлен. Бесчисленные письма уже идут домой к жене, невесте, возлюбленной: послушайте вечером Лили Марлен!
Для многих песня приобрела экзистенциальное значение. Она воплощала мягкую человечную сторону солдата, его связь с гражданским миром. Для близких друг другу людей песня стала символом их связи. Это был мост между домом и фронтом.
В 1941—1942 годах «Лили Марлен» была вездесущей в медийном пространстве национал-социалистического государства. Песня звучала по радио рейха до 30 раз в день. На военное Рождество 1941 года Германский трудовой фронт выпустил в качестве пожертвования для вермахта запись с Хорстом Винтером. Пластинки и ноты Лили Марлен появились не только в рейхе, но и на оккупированных территориях. Были напечатаны открытки с текстом песни и различными картинками. Иллюстрированный журнал «Эрика» даже начал поиск подруг Ляйпа Лили и Марлен. В мае 1942 года он представил фотографии двух женщин, однако писатель не узнал на них ни одной из возлюбленных своей юности.
В конце 1941 года популярность Лале Андерсен вызвала у властей сомнения. Вероятно, из-за её контактов с эмигрантами в Швейцарии она стала мишенью для службы безопасности СС. Однако такие меры, как временный запрет на радиозаписи с участием певицы, указание прессе не публиковать её фотографии без специального разрешения или отсутствие разрешения на поездку на Белградскую солдатскую радиостанцию, не были направлены против самого шлягера. Даже когда Андерсен запретили выступать, Белградское солдатское радио продолжало крутить её пластинку «Песня молодого часового».
С весны 1943 года Геббельс предпринял активные усилия по реализации своих программных установок и в Белграде, но в начале 1944 года генеральный секретарь имперской палаты культуры Хинкель пришёл к выводу, что ответственные лица лишь в некоторых случаях выполняли инструкции из Берлина. В течение года они стали уделять им больше внимания. Йохен Хольцем в книге «Долгий путь к славе» цитирует распоряжение пропагандистского полка Верховного командования вермахта от апреля 1944 года, в котором был передан запрет Геббельса на трансляцию «Лили Марлен» в исполнении Лале Андерсен. По свидетельствам очевидцев, некоторое время в эфир действительно пускались записи других певиц, таких как Мими Тома, Дорит Тальмагде, или чисто оркестровая версия. Однако затем решили намеренно перепутать пластинки и снова без каких-либо последствий играли версию Лале Андерсен.
После 1945 года большинство исследований, посвящённых «Лили Марлен», указывают не только на то, что Лале Андерсен вступила в конфликт с национал-социалистическим государством, но и на то, что самое позднее после поражения под Сталинградом Геббельс отверг эту песню или даже запретил её. В своей автобиографии Лале Андерсен цитирует актрису Грету Вайзер, по словам которой, министр пропаганды был раздражён тем, что передача с приветствиями Белградской солдатской радиостанции была даже более популярной, чем его концерт по заявкам, и что песня, которая также пользовалась подозрительной любовью у противника, заставляет «стойких воинов задуматься».

## В других странах
В конце 1941 года песня была переведена на французский и в январе 1942 года впервые исполнена Сюзи Солидор в кабаре La Vie Parisienne. В 1942 году она была переведена на финский язык и стала известна в исполнении Георга Мальмстена.
Восторг, вызванный «Лили Марлен» у солдат, причинил союзникам немало головной боли. В обширных статьях и меморандумах по обе стороны Атлантики обсуждались вопросы запрета песни или её присвоения путём адаптации. Джон Стейнбек, служивший тогда военным корреспондентом, включился в дебаты и решительно выступил против запрета.
После тщательного рассмотрения было принято решение об английской интерпретации, с которой певица Энн Шелтон справилась столь блестяще, что многие британцы вскоре подумали, что это изначально английская песня. Особые отношения с песней сложились у Марлен Дитрих. Будучи стойким противником национал-социализма, немецкая киноактриса в 1937 году приняла гражданство США и активно участвовала в культурном обслуживании войск. В 1943 году она создала свою собственную американскую версию «Лили Марлен» и пела её солдатам армии США на всех фронтах. В силу идентичного имени и случайного сходства с её двумя ролями в кино — Лолой из «Голубого ангела» и Лили из «Шанхайского экспресса» — отождествление с песней сработало идеально, усилив впечатление, что «Лили Марлен» была написана специально для Марлен Дитрих.
С 1943 года Би-би-си передавала на немецком языке антивоенную и  антинацистскую версию в исполнении Люси Маннхайм, которая, будучи еврейкой, в 1933 году покинула Германию. Текст представлял собой письмо Лили Марлен любимому на фронт и заканчивался пожеланием увидеть «того, кто виноват во всём» (то есть Гитлера) висящим на фонаре.
В радиопередачах советской контрпропаганды, которые транслировались для солдат вермахта, их любимая песня также звучала в переиначенном виде. Новый, издевательский текст «Лили Марлен» написал Лев Копелев, служивший тогда в Отделе пропаганды при Политуправлении 2-го Белорусского фронта.
В 1965 году Иосиф Бродский, который тогда отбывал ссылку в Архангельской области, написал свой вариант текста песни и очень любил петь его на вечеринках.
В конечном итоге песня была переведена на 48 языков мира, включая иврит и латынь.
Песню записали сотни исполнителей по всему миру – Фрэнк Синатра, Перри Комо, Грета Гарбо, Эрик Бёрдон, Мильва и многие другие.
Генерал Эйзенхауэр якобы сказал об авторе «Лили Марлен» Хансе Ляйпе: «Этот поэт — единственный немец, осчастлививший весь мир во время войны». Для жены он взял у Ляйпа автограф на долларовой банкноте.